# Nicklas Lasu
Nicklas Tyrone Lasu, född 16 september 1989 i Fässbergs församling i Mölndal, är en svensk professionell ishockeyspelare som spelar i Frölunda HC. Hans moderklubb är Mölndal Hockey Stars. Han har även varit utlånad till Borås hockey.
Lasu valdes av Atlanta Thrashers i den fjärde rundan i 2008 års NHL-draft som 124:e spelare totalt. Han är son till Tyrone Lasu och kusin till Magnus Kahnberg.
Säsongen 2015/2016 vann han både CHL-guld och SM-guld i tillsammans med Frölunda.
I CHL-finalen 2017 gjorde han det avgörande målet i sudden death och gav Frölunda sitt andra raka CHL-guld.

## Tidigare klubbar
- Frölunda HC, 2005–2017
- Oulun Kärpät, 2017–2019
- Frölunda HC, 2019–nuvarande (4-årskontrakt)